# Liste de films français sortis en 1941
Listes de films français
- 1937
- 1938
- 1939
- 1940
- 1941
- 1942
- 1943
- 1944
- 1945

Liste non exhaustive de films français sortis en 1941 :
| Titre                         | Réalisateur                            | Distribution                                          | Genre                      | Notes    |
| ----------------------------- | -------------------------------------- | ----------------------------------------------------- | -------------------------- | -------- |
| L'Acrobate                    | Jean Boyer                             | Jean Tissier, Jean Brochard, Fernandel                | Comédie                    |          |
| L'An 40                       | Fernand Rivers                         | Félicien Tramel, Cécile Sorel, Jules Berry            | Comédie                    |          |
| L'Assassinat du père Noël     | Christian-Jaque                        | Harry Baur, Raymond Rouleau, Renée Faure              | Comédie policière          |          |
| Aux portes du désert          | Noël Ramettre                          | -                                                     | Court métrage Documentaire | 11 min   |
| Le Briseur de chaînes         | Jacques Daniel-Norman                  | Pierre Fresnay, Marcelle Géniat, Blanchette Brunoy    | Comédie romantique         |          |
| Ce n'est pas moi              | Jacques de Baroncelli                  | Victor Boucher, Jean Tissier, Ginette Leclerc         | Comédie                    |          |
| Ceux du ciel                  | Yvan Noé                               | Raymond Aimos, Pierrette Caillol, Marie Bell          | Film dramatique            |          |
| Chefs de demain               | René Clément                           | -                                                     | Documentaire               |          |
| Chèque au porteur             | Jean Boyer                             | Lucien Baroux, Jean Tissier, Marguerite Pierry        | Comédie                    |          |
| Le Club des soupirants        | Maurice Gleize                         | Saturnin Fabre, Louise Carletti, Fernandel            | Comédie                    |          |
| Le Dernier des six            | Georges Lacombe                        | Pierre Fresnay, Suzy Delair, Michèle Alfa             | Thriller                   |          |
| Le Diamant noir               | Jean Delannoy                          | Charles Vanel, Louise Carletti, Gaby Morlay           | Drame                      |          |
| Le Duel                       | Pierre Fresnay                         | Pierre Fresnay, Yvonne Printemps, Raimu               | Comédie dramatique         |          |
| L'Embuscade                   | Fernand Rivers                         | Pierre Renoir, Valentine Tessier, Jules Berry         | Comédie dramatique         |          |
| L'Enfer des anges             | Christian-Jaque                        | Louise Carletti, Jean Claudio, Serge Grave            | Drame                      |          |
| Espoirs                       | Willy Rozier                           | Constant Rémy, Pierre Larquey, Jacqueline Roman       | Drame                      |          |
| L'Étrange Suzy                | Pierre-Jean Ducis                      | Suzy Prim, Claude Dauphin, Marguerite Moreno          | Comédie dramatique         |          |
| Fromont jeune et Risler aîné  | Léon Mathot                            | Mireille Balin, Bernard Lancret, Marguerite Pierry    | Drame                      |          |
| Histoire de rire              | Marcel L'Herbier                       | Fernand Gravey, Marie Déa, Micheline Presle           | Comédie                    |          |
| Ici l'on pêche                | René Jayet                             | Jane Sourza, Jean Tranchant, Arthur Devère            | Drame                      |          |
| Les Jours heureux             | Jean de Marguenat                      | Pierre Richard-Willm, François Périer, Juliette Faber | Drame                      |          |
| Madame Sans-Gêne              | Roger Richebé                          | Arletty, Maurice Escande, Aimé Clariond               | Comédie                    |          |
| Montmartre-sur-Seine          | Georges Lacombe                        | Édith Piaf, Jean-Louis Barrault, Roger Duchesne       | Comédie dramatique         |          |
| Moulin-Rouge                  | Yves Mirande André Hugon               | Lucien Baroux, René Dary Annie France                 | Comédie                    |          |
| Ne bougez plus                | Pierre Caron                           | Saturnin Fabre, Annie France Paul Meurisse            | Comédie                    |          |
| Notre Dame de la Mouise       | Robert Péguy                           | Edouard Delmont, Odette Joyeux, François Rozet        | Drame                      |          |
| Nous les gosses               | Louis Daquin                           | Louise Carletti, Pierre Larquey, Gilbert Gil          | Comédie dramatique         |          |
| La Nuit de décembre           | Curtis Bernhardt                       | Pierre Blanchar, Renée Saint-Cyr, Gilbert Gil         | Comédie dramatique         |          |
| Parade en sept nuits          | Marc Allégret                          | Jules Berry,Victor Boucher André Lefaur               | Comédie dramatique         |          |
| Le pavillon brûle             | Jacques de Baroncelli                  | Pierre Renoir, Jean Marais, Bernard Blier             | Comédie dramatique         |          |
| Péchés de jeunesse            | Maurice Tourneur                       | Harry Baur, Guillaume de Sax Pierre Bertin            | Comédie dramatique         |          |
| Premier Bal                   | Christian-Jaque                        | Marie Déa, Fernand Ledoux, Raymond Rouleau            | Comédie                    |          |
| Premier Rendez-vous           | Henri Decoin                           | Danielle Darrieux, Louis Jourdan Fernand Ledoux       | Comédie                    |          |
| La Prière aux étoiles         | Marcel Pagnol                          | Pierre Blanchar, Josette Day, Julien Carette          |                            | inachevé |
| Remorques                     | Jean Grémillon                         | Jean Gabin, Michèle Morgan Madeleine Renaud           | Drame                      |          |
| Romance de Paris              | Jean Boyer                             | Charles Trenet, Jean Tissier, Yvette Lebon            | Film musical               |          |
| Saturnin de Marseille         | Yvan Noé                               | René Lestelly, Denise Bosc, Gorlett                   | Comédie                    |          |
| Sixième étage                 | Maurice Cloche                         | Janine Darcey, Pierre Brasseur, Pierre Larquey        | Comédie dramatique         |          |
| Trois Argentins à Montmartre  | André Hugon                            | Georges Rigaud, Milly Mathis, Pierre Brasseur         | Drame                      |          |
| Un chapeau de paille d'Italie | Maurice Cammage                        | Félicien Tramel, Fernand Charpin, Fernandel           | Comédie                    |          |
| Le Valet maître               | Paul Mesnier                           | Elvire Popesco, Henri Garat, Roger Karl               | Drame                      |          |
| Vénus aveugle                 | Abel Gance                             | Viviane Romance, Georges Flamant, Henri Guisol        | Drame                      |          |
| Volpone                       | Maurice Tourneur Jacques de Baroncelli | Louis Jouvet, Jacqueline Delubac Harry Baur           | Comédie                    |          |